# Carl Traugott Gottlob Schönemann
Carl Traugott Gottlob Schönemann (* 23. November 1765 in Eisleben; † 2. Mai 1802 in Göttingen) war ein deutscher Jurist, Philologe, Historischer Geograph, Patristiker und Diplomatiker. Er arbeitete als Hochschullehrer, Bibliothekar, Autor und Herausgeber in Göttingen.

## Leben
Schönemann studierte an der Universität Göttingen Philologie, Rechtswissenschaft mit Schwerpunkt Kirchenrecht sowie aus persönlicher Neigung Historische Geographie. 1787 und 1788 erhielt er die ausgesetzten Preise für geografische Bestimmungen von Orten der griechischen Sagenwelt. 1795 wurde er Sekretär, 1797 Kustos der Universitätsbibliothek. Mit einer Dissertation über Fragen des Konkordatsrechts wurde er zum Doctor iuris utriusque promoviert. Noch im selben Jahr habilitierte er sich mit einer Arbeit zur Statistik. 1799 wurde er Außerordentlicher Professor der Universität Göttingen.
1800 heiratete er Elisabeth Henriette Leiste (1777–1859), Tochter des Wolfenbütteler Rektors Christian Leiste. Die Söhne Karl Philipp Christian Schönemann, später Leiter der Wolfenbütteler Bibliothek, und Karl Adolf Theodor Schönemann, später Oberlandesgerichtsprokurator in Wolfenbüttel, wurden 1801 und 1802 geboren. Noch im Jahr der Geburt des zweiten Sohnes starb Carl Traugott Gottlob Schönemann. Seine Witwe kehrte mit den Söhnen ins Elternhaus nach Wolfenbüttel zurück.

## Publikationen

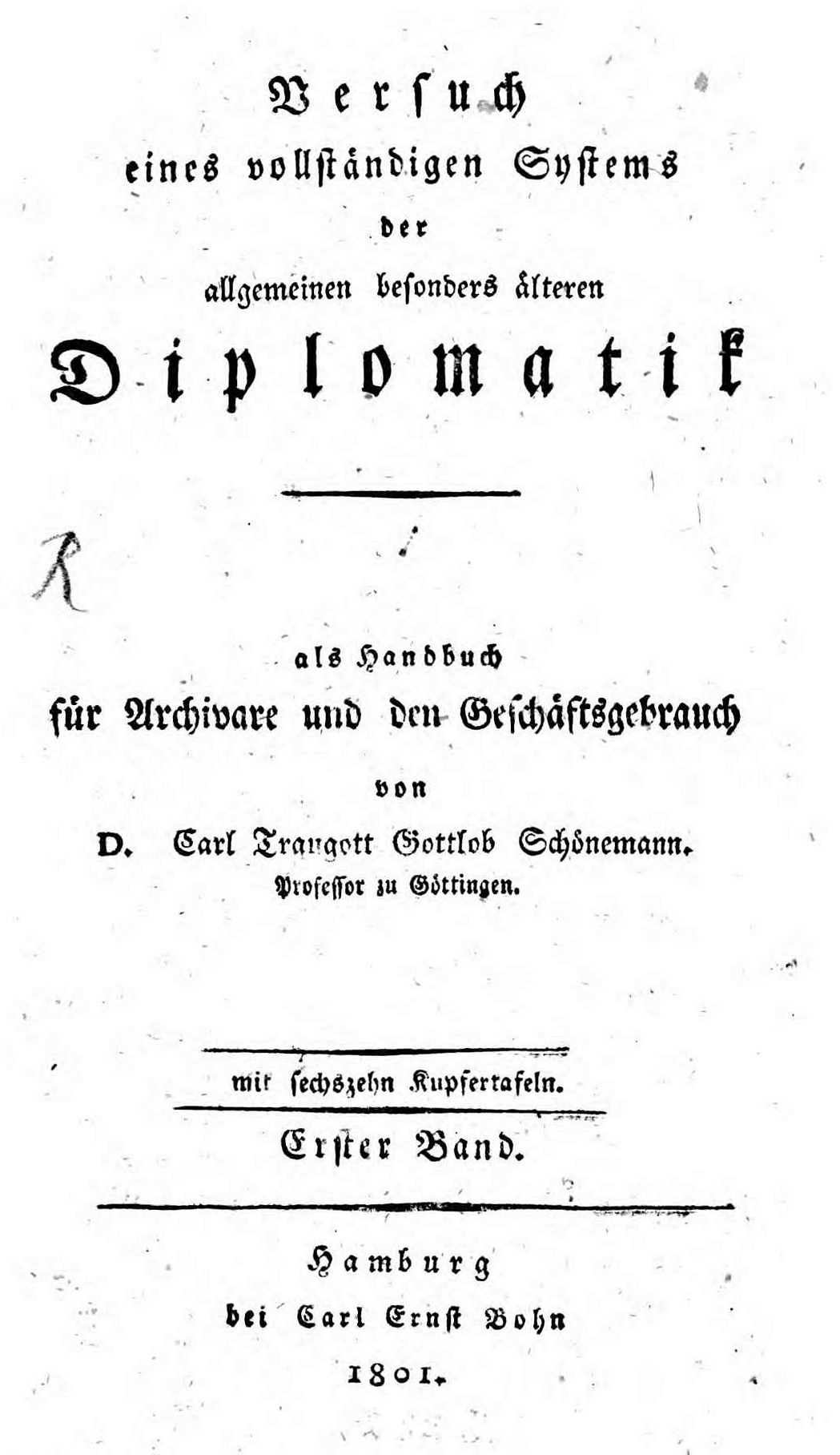
Versuch eines Systems der Diplomatik, Titelseite des ersten Bandes, Hamburg 1801

- Commentatio de geographia Homeri. Göttingen 1787
- Commentatio de geographia Argonautarum. Göttingen 1788
- Bibliotheca historico-litteraria Patrum latinorum a Tertulliano principe usque ad Gregorium M. et Isidorum Hispalensem. Band 1, Leipzig 1792
- De foro in causis e concordatis decidendis competente. Dissertation, Göttingen 1797
- Grundriß einer Statistik[3] des Teutschen Religions- und Kirchenwesens, Göttingen 1797
- De electione Romani Pontificis Roma non libera iuxta constitutiones apostolicas valide peragenda. Göttingen 1798
- Grundriß einer Encyclopädie der historischen Wissenschaften, Göttingen 1799
- Versuch eines vollständigen Systems der allgemeinen besonders älteren Diplomatik. Als Handbuch für Archivare und den Geschäftsgebrauch. Zwei Bände, Verlag Carl Ernst Bohn, Hamburg 1801/1802
  - Band 1, Hamburg 1801 (Google Books).
  - Band 2, Hamburg 1802 (Google Books).

als Herausgeber
- Pontificum Romanorum a S. Clemente I. usque ad S. Leonem M. epistolae genuinae et quae ad eos scriptae sunt. Göttingen 1796
- Georg Ludwig Böhmer: Principia iuris canonici speciatim iuris ecclesiastici publici et privati quod per Germaniam obtinet. Siebte Auflage, Göttingen 1802
- Codex für die practische Diplomatik. 2 Bände, Göttingen 1800/1803
  - Band 1, Verlag Johann Christian Dieterich, Göttingen 1800, (Google Books).
  - Band 2, Verlag Heinrich Dieterich, Göttingen 1803 (Google Books).